# QBasic

Среда разработки QUICKBASIC 4.5

QBasic — диалект языка программирования Бейсик (BASIC), разработанный компанией Microsoft, а также среда разработки, позволяющая писать, запускать и отлаживать программы на этом языке.
QBasic удобен для выполнения несложных вычислений и для прямой работы с портами. Наряду с Pascal, язык был довольно популярен для обучения программированию, и долгое время использовался во многих школах.

## История
QBasic был создан в качестве замены для GW-BASIC и поставлялся вместе с MS-DOS 5.0 и выше, вплоть до Windows 95. QBasic основан на более раннем QuickBASIC 4.5, но, в отличие от него, не содержит компилятора и компоновщика.
Microsoft прекратила поставку QBasic с более поздними версиями Windows. Однако обладатели лицензий Windows 98 могут найти его на установочном компакт-диске в папке \TOOLS\OLDMSDOS. Ранее QBasic можно было загрузить с сайта Microsoft.
QBasic предоставлял удобную среду разработки (для своего времени), включающую расширенные возможности отладки и возможность работы в командном режиме.
С 2007 года существует версия QBasic для 64-битных систем, работающая в операционных системах Windows 7, 8, 10.
Также начиная с 2007 года независимыми разработчиками развивается кроссплатформенный компилятор QB64 (изначально — QB32), реализующий QBasic (и QuickBASIC), расширенный современными средствами работы с графикой, музыкой и сетью.

## Использование в школах
QBasic широко использовался в школах для обучения основам программирования. В России вплоть до 2010 года QBasic использовали 60-80% учителей информатики. По состоянию на 2020 год, продолжают публиковаться отдельные методические рекомендации по использованию QBasic в обучении информатике. Несмотря на отсутствие поддержки в новых операционных системах, для его запуска используется DOSBox.

## Пасхальное яйцо
- Если при запуске QBasic из командной строки, до появления титульного экрана, нажать одновременно LeftCtrl+LeftShift+LeftAlt и RightCtrl+RightShift+RightAlt, то на экране появится список программистов, участвовавших в разработке. На современных компьютерах довольно трудно нажать нужные клавиши за требуемое время — лучше проверять этот факт на старых компьютерах или в эмуляторах, позволяющих задать замедление (таких как DOSBox).